# Poljanska
Poljanska is een plaats in de gemeente Velika in de Kroatische provincie Požega-Slavonië. De plaats telt 134 inwoners (2001).